# Accidente del Pilatus PC-12 de 2022
El accidente del Pilatus PC-12 de 2022 fue un suceso aéreo que ocurrió en la tarde del domingo 13 de febrero de dicho año cuando una aeronave tipo Pilatus PC-12 de la compañía privada EDP Management Group LLC, desapareció en el Océano Atlántico a 6,5 km (4 millas) al este de Drum Inlet, que está a 28 km (17 millas) al noreste del aeropuerto Michael J. Smith Field en el pueblo de Beaufort, Carolina del Norte, Estados Unidos. A bordo iban ocho personas, de las cuales se han hallado dos cuerpos hasta el momento. Se cree que no hay posibilidad de encontrar supervivientes.

## Aeronave
El Pilatus PC-12/47E involucrado en el suceso fue construido en el año 2017 por la empresa de fabricación aeronáutica suiza, Pilatus Aircraft Ltd. El avión estaba registrado como N79NX y pertenecía a EDP Management Group LLC, una compañía extranjera de sociedad de responsabilidad limitada constituida en diciembre de 2020.

## Hechos
Según información proporcionada por Flightradar24 y Flightaware, en un principio, el avión partió del aeropuerto de Pitt-Greenville (PGV), Greenville, Carolina del Norte, alrededor de las 12:35, y aterrizó en el aeropuerto del condado de Hyde (7W6), Engelhard, Carolina del Norte, a las 12:55. Luego, el avión salió de la pista 29 de 7W6, alrededor de las 13:35.
Después de la salida, el piloto se puso en contacto con el control de tráfico aéreo, informó que iban a estabilizarse a 3500 pies sobre el nivel medio del mar (m s.n.m.) y solicitó el seguimiento del vuelo de las reglas de vuelo visual (VFR), así como una autorización de las reglas de vuelo por instrumentos (IFR) en el aeropuerto Michael J. Smith Field de Beaufort. A las 13:38, el controlador informó al piloto que el espacio aéreo restringido cercano estaba activo, y el piloto confirmó que se mantendrían alejados del espacio aéreo y volarían hacia el este. A las 13.41 el controlador llamó al piloto y le indicó que estaba a punto de entrar en el espacio aéreo restringido. Después de múltiples llamadas sin respuesta del piloto, el controlador ordenó a la aeronave militar en el espacio aéreo restringido que permaneciera por encima de los 4.000 pies sobre el nivel del mar. En 1349, el piloto llamó al controlador y solicitó la aproximación RNAV a la pista 26 pero se le negó la solicitud debido al espacio aéreo restringido activo. Además, el controlador preguntó al piloto por qué no respondía a las llamadas de radio anteriores, y el piloto respondió que "estaba tratando de salir" y no podía recibir las transmisiones de radio. El controlador ofreció una aproximación a la pista 8 o la 3, y el piloto eligió la pista 8.
A las 13:52, el controlador informó que el espacio aéreo restringido ya no estaba activo y preguntó si el piloto quería la aproximación RNAV a la pista 26 en su lugar. El piloto respondió que lo agradecería, y el controlador autorizó al piloto directamente a CIGOR, el punto de referencia de aproximación inicial para la aproximación RNAV 26. A las 13.55 el controlador llamó a la aeronave y pidió verificar si iban directos a CIGOR porque la aeronave seguía con rumbo suroeste. El piloto respondió "entendido" y el controlador dijo que el avión podía dirigirse directamente a CIGOR, para cruzar el punto de ruta a 1900 pies más y que estaba autorizado para la aproximación a la pista 26 RNAV. El piloto leyó las instrucciones correctamente y luego, a las 13:58, el controlador se comunicó con el avión y emitió un rumbo a CIGOR, pero luego indicó que el avión estaba "ubicándose ahora". A las 13:58:46, el controlador llamó al piloto y emitió el reglaje del altímetro local porque el avión estaba a 1.700 pies sobre el nivel del mar y se suponía que debía mantener 1.900 pies sobre el nivel del mar. El piloto volvió a leer la configuración del altímetro correctamente, y esa fue la última transmisión del avión.
A las 14:01 el controlador llamó al avión y le preguntó a qué altitud estaba porque el avión estaba a 4.700 pies sobre el nivel del mar y ascendía rápidamente. No hubo respuesta. A las 14:02 se perdió contacto radar con el avión y se emitió ALNOT a las 14:29. Durante toda la comunicación con el control de tráfico aéreo no hubo llamadas de socorro ni declaración de emergencia por parte del avión.
Poco después, se empezó una búsqueda. La Guardia Costera informó que el accidente ocurrió a unos 6,5 km (4 millas) al este de Drum Inlet, unos 28 km (18 millas) al noreste de Michael J. Smith Field en Beaufort, como ya se había dicho en principio.
Según los funcionarios, los observadores del Centro de Comando del Sector de la Guardia Costera de Carolina del Norte recibieron un supuesto reporte de que posiblemente el avión fue derribado erróneamente por un controlador de tráfico aéreo en la Estación Aérea del Cuerpo de Marines de Cherry Point.
Se ha dicho que se vio que la aeronave se comportaba de manera errática en el radar antes de desaparecer de la pantalla.
La tripulación del bote salvavidas de motor Fort Macon de la estación de la Guardia Costera junto con la tripulación de un bote pequeño de respuesta de la entrada de Hatteras de la estación de la Guardia Costera, están mirando desde el agua.
Desde arriba, la tripulación de un helicóptero MH-60 Jayhawk de Air Station Elizabeth City también está buscando.
Además, el guardacostas Rollin Fritch, el departamento de bomberos local y los equipos de playa del servicio de parques nacionales están ayudando con los esfuerzos de respuesta.
Luego de días de búsqueda, se encontraron cuerpos y algunos restos, los cuales fueron recuperados por buzos. Además, el FDR (registrador de datos de vuelo) fue recuperado y está siendo enviado a la NTSB para su análisis.
En la actualidad dos cuerpos han sido recuperados y entregados a las familias. Además, los restos se hallaron y se enviaron a la Escuela de Medicina de Brody para su examen e identificación. 
En una conferencia de prensa el martes por la tarde, el alguacil del condado de Carteret, Asa Buck, dijo que el fuselaje fue descubierto aproximadamente a 4 km (2 millas) de la costa de Core Banks. Los equipos de buceo fueron enviados al lugar del accidente el martes, donde buscaron en un área de unos 16 metros (55 pies) bajo el agua.
También se informó que los esfuerzos de recuperación ya habían terminado.

### Víctimas
Todas las ocho personas a bordo murieron en el desastre y cuatro eran menores de edad. A continuación, los nombres de los fallecidos:
- El piloto, Ernest Durwood Rawls, de 67 años.
- Jeffrey Worthington Rawls, de 28 años.
- Stephanie Ann McInnis Fulcher, de 42 años.
- Jonathan Kole McInnis, de 15 años..
- Parques Douglas Hunter, de 45 años.
- Noah Lee Styron, de 15 años.
- Michael Daily Shepard, de 15 años.
- Jacob Nolan Taylor, de 16 años.

Los cuatro adolescentes eran estudiantes de East Carteret High School, confirmó el martes el sistema escolar del condado de Carteret. Según los informes, el grupo regresaba de un viaje de caza y viajaba desde Engelhard en el condado de Hyde a Beaufort.
Según los registros de aviadores de la Administración Federal de Aviación (FAA), el piloto tenía un certificado de piloto comercial con habilitaciones para aviones multimotor terrestres, aviones monomotores terrestres y aviones de instrumentos. Además, tenía un certificado de instructor de tierra y un certificado de mecánico de fuselaje y motor. Su certificado médico de segunda clase más reciente fue emitido el 28 de junio de 2021. En ese momento, reportó 3000 horas de experiencia de vuelo.
Según los registros de aviadores de la FAA, el pasajero sentado en el asiento derecho tenía un certificado de estudiante piloto. Su certificado médico de tercera clase más reciente fue emitido el 6 de julio de 2021 y en ese momento reportaba 20 horas de experiencia de vuelo.

## Investigación
La NTSB y la FAA se encargarán de examinar los escombros del aparato e iniciarán la investigación de lo que pudo haber causado el desastre.

### Primeros hallazgos
Días después del impacto en el Océano Atlántico y de haber sido ubicado por la Guardia Costera de los EE. UU. a 3 millas (4,8 km) de la costa en aproximadamente 60 pies (18 m) de agua. Los equipos de buceo recuperaron un ELT (Radiobaliza de emergencia) y un fotorresistor (LDR). El LDR se envió al Laboratorio de Registradores de la NTSB para la descarga de datos.
Un examen de los restos está pendiente de recuperación.